# Burcardo de Turingia
Burcardo (siglo ix-3 de agosto de 908) fue duque de Turingia —y de la Marca Soraba— desde poco antes del año 892 hasta su muerte. Reemplazó a Poppo como duque poco después de su nombramiento en 892, pero las razones del abandono del cargo por parte de Poppo se desconocen. Burcardo pudo haber sido un suabo.

## Biografía
En 908 lideró un gran ejército en batalla contra los magiares. En Sajonia el 3 de agosto, combatió en la batalla campal en Eisenach, fue derrotado y murió, junto con Rodolfo I, obispo de Würzburgo, y el conde Egino.
Después de Burcardo no están documentados más duques de los turingios, pero siguió siendo un pueblo diferente, formando con el tiempo un landgraviato en la Alta Edad Media.
Burcardo dejó dos hijos, Burcardo y Bardo, quienes fueron expulsados de Turingia por Enrique I el Pajarero en 913.

### Citas
1. ↑  Reuter, 1991, p. 131.
2. ↑  Reuter, 1991, p. 129.
3. ↑  Santosuosso, 2004, p. 148.
4. ↑  Reuter, 1991, p. 133.